# 대진교통
대진교통(大進交通)은 김포시의 마을버스 회사이고, 본사는 경기도 김포시 양촌읍 석모로5번길 33-7에 있다.

## 역사
- 2010년 11월 25일: 금파운수 마을노선인 55번 및 55-1번을 재인수하여 선진운수(先進運輸)라는 사명으로 법인 신설되었다.
- 2013년 7월 22일: 본사를 김포시 양촌읍 석모리 898번지로 이전하였다.
- 2022년 1월 1일: 선진운수에서 현재의 사명으로 변경되었다.

## 운행 노선

### 김포시의 마을버스
| 노선 번호 | 운행구간       | 운행구간 | 운행구간       | 경유지 | 운행 횟수 | 배차 간격 (분) | 비고                 |
| --------- | -------------- | -------- | -------------- | --- | --------- | -------------- | -------------------- |
| 35 36     | 한강센트럴자이 | → ←      | 한강센트럴자이 | 김포경찰서, 운양중학교, 장기본동주민센터, 푸른솔중학교, 고창마을KCC, 장기상가, 장기고 | 88회      | 10             | 한강교통과 공동 운행 |
| 54        | 사우건영아파트 | ↔        | 운양동         | 김포보건소, 풍년마을, 김포시청, 김포고, 김포중학교, 김포초교, 한국.쌍용아파트, 오스타파라곤, 샘재 |           |                |                      |
| 55        | 뉴고려병원     | ↔        | 사우건영A      | 건영아파트, 보건소, 사우광장, 시청앞, 등기소앞, 김포중, 구)김포경찰서, 한일아파트, 오스타파라곤, 월드아파트, 김포2동주민센터, 청송마을, 호반베르디움, 뉴고려병원, 반도유보라, 장기고, 우남퍼스트빌, 쌍용예가 | 120회     | 10             | 금파운수에서 이관    |

### 화천군의 농어촌버스
- 2번 : 화천터미널 - 장작터
- 7번 : 화천터미널 - 화천공영버스터미널 - 신풍리 - 장촌리 - 파포고개 - 노동1리 - 부촌리 - 산양리(사방거리) - 아랫마현리 - 윗마현리 - 말고개 - 말고개종점
- 13번 : 화천터미널 - 신아아파트 - 산수화터널 - 평촌 - 풍산초교 - 명승동 - 상승마을 - 우장동 - 풍산리종점 - 수상령
- 13-1번 : 화천터미널 - 가손이 - 아5리 - 대이리 - 웃대이리 - 딴산 - 흠사리 - 호음동 - 평촌 - 풍산초교 - 명승동 - 상승마을 - 우장동 - 풍산리종점 - 평화의댐
- 27번 : 화천터미널 - 신풍리 - 장촌리 - 파포고개 - 노동1리 - 부촌리 - 산양리(사방거리) - 주파리
- 50번 : 화천터미널 → 논미입구 → 원천리(하남면사무소) → 서오지리 → 오탄1리 → 고씨농원 → 용담리 → 덕고개 → 사창농협 → 사내터미널 → 명월3리 → 다목종점 → 다목3리 → 봉오삼거리 → 봉오아파트 → 일자촌 → 봉오골 → 파포리 → 신대리 → 화천성당 → 화천터미널
- 60번 : 화천터미널 → 화천성당 → 신대리 → 파포리 → 봉오골 → 일자촌 → 봉오아파트 → 봉오삼거리 → 다목3리 → 다목종점 → 명월3리 → 사내터미널 → 사창농협 → 덕고개 → 용담리 → 고씨농원 → 오탄1리 → 서오지리 → 원천리(하남면사무소) → 논미입구 → 화천터미널

## 이전 운행 노선
- ● 55-1번: 승가대(삼성A) - 홈플러스(풍무) - 길훈4차A - 사우고 - 원마트앞 - 등기소 - 김포여중 - 농장마을신안A - 제일고 - 한전앞 - 산호아파트 - 나진교 - 수정마을쌍용A - 우남퍼스트빌 - 장기고 - 우미린 - 뉴고려병원 (이 노선은 금파운수에서 이관 받은 노선으로 한강교통에 이관하였다.)

## 보유 차량
자일대우버스
- 자일대우 레스타
- 자일대우 NEW BS090 뉴로얄미디
- 자일대우 NEW BS106 뉴로얄시티

현대자동차
- 현대 카운티 뉴브리즈
- 현대 그린시티

르노 자동차
- 르노 마스터

하이거 버스
- 하이거 하이퍼스 EV

## 갤러리

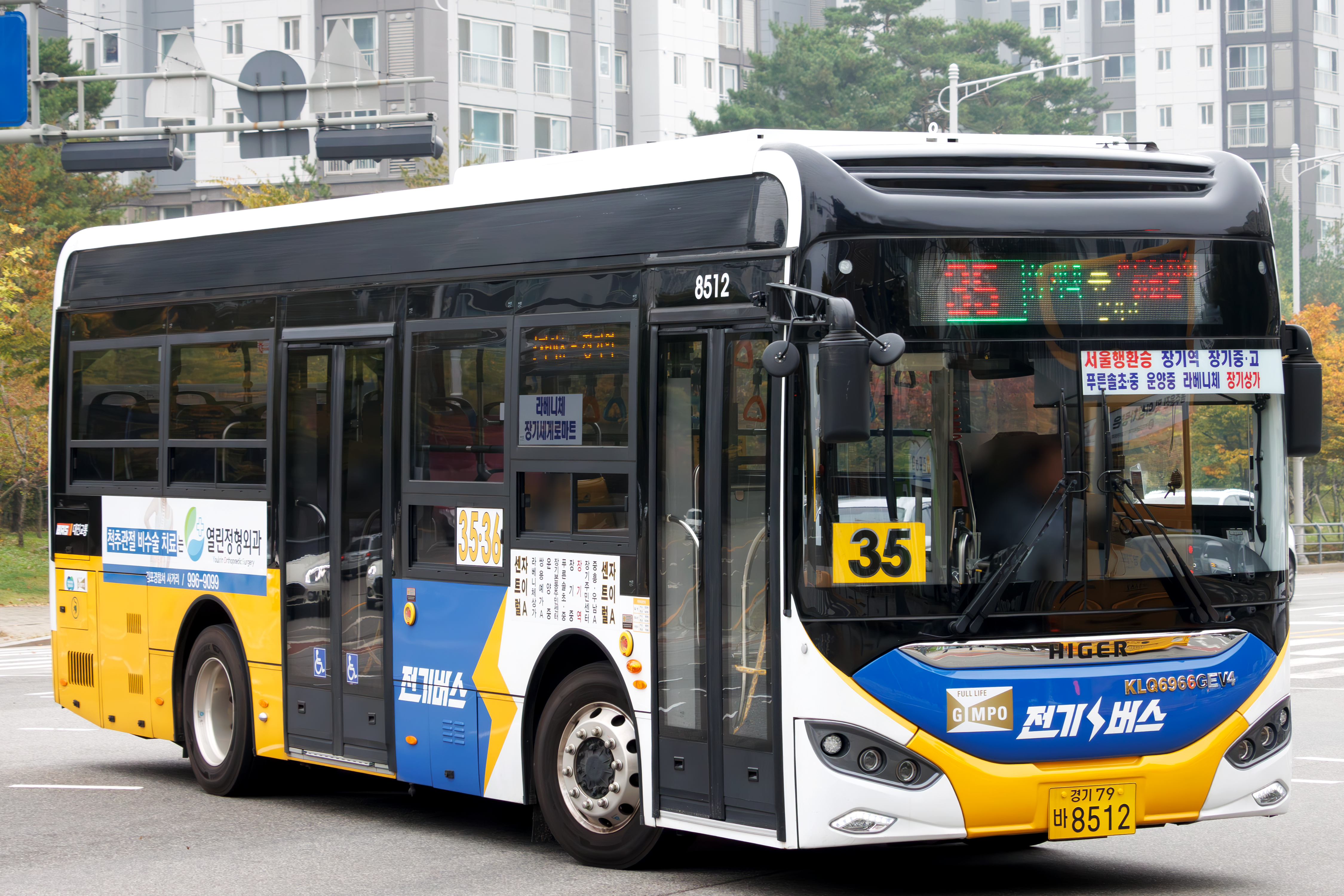
김포시 마을버스 35번